# Tłumacze książek Olgi Tokarczuk
Według Instytutu Książki do października 2019 ukazały się 193 tłumaczenia książek Olgi Tokarczuk. Następnych 12 miało pojawić się pod koniec 2019 i w 2020, m.in. w Bułgarii, Egipcie, Izraelu, Korei Południowej, Serbii i na Ukrainie. 90 tłumaczy przełożyło książki na 37 języków, w tym na najczęściej używane na świecie, m.in.: angielski, arabski, chiński, hindi, hiszpański, japoński, niemiecki, portugalski i rosyjski.
- Język albański
  - Astrit Beqiraj[2]
  - Edlira Lloha[3]

- Język angielski
  - Jennifer Croft[4]
  - Antonia Lloyd-Jones

- Język arabski
  - Hatif Janabi[1]

- Język białoruski
  - Maryna Szoda[1]

- Język bułgarski
  - Sylwia Borisowa[5]
  - Mirka Kostowa[2]
  - Georgi Krystew[2]
  - Christina Ivanova Simeonova-Mitova[2]

- Język chiński
  - Yuan Hanrong[1]
  - Yi Lijun[4]

- Język chorwacki
  - Milica Markić
  - Mladen Martić[6]
  - Pero Mioč[2]
  - Đurđica Čilić Škeljo[2]

- Język czeski
  - Jan Faber[2]
  - Iveta Mikešová[1]
  - Pavel Peč[2]
  - Petr Vidlák[4][7]

- Język duński
  - Runa Kildegaard Klukowska[2]
  - Tiderne Skifter[2]
  - Hanne Lone Tonnesen[2]

- Język estoński
  - Hendrik Lindepuu[8]

- Język fiński
  - Tapani Kärkkäinen[9]

- Język francuski
  - Margot Carlier[2]
  - Grażyna Erhard[2]
  - Christophe Glogowski[2]
  - Maryla Laurent

- Język grecki
  - Alexandra Ioannidou[1]

- Język hindi
  - Maria Skakuj Puri[10]

- Język hiszpański
  - Ester Rabasco Macías[2]
  - Abel Murcia[11]
  - Agata Orzeszek[1]
  - Bogumiła Wyrzykowska[1]
  - Xavier Farré Vidal[1]

- język holenderski
  - Karol Lesman[2]
  - Greet Pauwelijn[1]
  - Charlotte Pothuizen[1]
  - Dirk Zijlstra[1]

- Język japoński
  - Hikaru Ogura[12]
  - Michiko Tsukada[1]

- Język kataloński
  - Anna Rubió[2]
  - Jerzy Sławomirski[1]
  - Xavier Farré Vidal

- Język koreański
  - Choi Sung-eun[1]

- Język litewski
  - Vyturys Jarutis[13]

- Język macedoński
  - Lidija Tanuszewska[2]

- Język niemiecki
  - Doreen Daume[2]
  - Esther Kinsky[14]
  - Lisa Palmes[2]
  - Lothar Quinkenstein[2]

- Język norweski
  - Aldona Szczepańska[2]
  - Anne Walseng[2]
  - Julia Więdłocha[1]

- Język portugalski
  - Tomasz Barciński[1]
  - Olga Bagińska-Shinzato[1]
  - Teresa Fernandes Swiatkiewicz[15]

- Język rosyjski
  - Irina Adelgejm –[16]
  - Tatiana Izotowa[2]
  - Olga Katrečko[1]
  - Ksenia Starosielska[1]

- Język rumuński
  - Constantin Geambașu[2]
  - Cristina Godun[2]
  - Olga Zaicik[2]

- Język serbski
  - Milica Markić[2]

- Język słowacki
  - Karol Chmel[2]

- Język słoweński
  - Jasmina Šuler-Galos[1]
  - Milica Markić
  - Jana Unuk

- Język szwedzki
  - Lennart Ilke[1]
  - Jan Henrik Swahn

- język turecki
  - Anna Polat[1]
  - Neşe Taluy Yüce[2]

- Język ukraiński
  - Bożena Antoniak[4]
  - Nìna Bìczuja[2]
  - Wiktor Dmytruk[4]
  - Jaryna Senczyszyn[1]
  - Ostap Sływynśkyj[4]

- Język węgierski
  - Viktória Kellermann
  - Gábor Körner[5]
  - Zsuzsa Mihályi[2]
  - Lajos Pálfalvi[1]
  - Noémi Petneki[17]

- Język wietnamski
  - Nguyễn Thị Thanh Thư[1]
  - Nguyễn Chí Thuật[1]

- Język włoski
  - Raffaella Belletti[2]
  - Barbara Delfino[1]
  - Silvano De Fanti[2]